# Susanna Roth
Susanna Roth (* 1950 in Winterthur; † 11. Juni 1997 in Zürich) war eine Schweizer Slawistin und Übersetzerin.

## Leben
Susanna Roth studierte romanische und slawische Philologie in Zürich, Paris und Prag. Von 1977 bis 1982 war sie Assistentin am Slavischen Seminar der Universität Zürich. 1985 promovierte Susann Roth an der Universität Zürich mit einer Dissertation über den tschechischen Schriftsteller Bohumil Hrabal. Sie arbeitete als Übersetzerin und leitete das Zürcher Ost/West-Büro der Pro-Helvetia-Stiftung. Susanna Roth übersetzte mehr als dreißig Bücher tschechischer Autorinnen und Autoren ins Deutsche, darunter Milan Kundera, Bohumil Hrabal, Věra Linhartová, Daniela Hodrová und Božena Němcová.
Seit 2014 wird der nach ihr benannte Susanna-Roth-Preis an junge Übersetzerinnen und Übersetzer aus dem Tschechischen verliehen.

## Werke
- Laute Einsamkeit und bitteres Glück: zur poetischen Welt von Bohumil Hrabals Prosa. Peter Lang, Bern 1986.
- Le brave soldat Chvéïk et le baron de Münchhausen. In: Revue des études slaves. Institut d’Études Slaves, Paris 1986.
- Hommage à Hrabal. Frankfurt am Main, Suhrkamp 1989.

## Übersetzungen
aus dem Tschechischen:
- Petr Chudožilov: Die Reise in den Sternenhimmel. Ravensburg: Mair 1992.
- Petr Chudožilov: Zu viele Engel. 19 absolut wahre Geschichten. München: Hanser 1994.
- Květoslav Chavtík: Die Fallen der Welt. Der Romancier Milan Kundera. München: Hanser 1994.
- Bohumila Grögerová: Die Mühle. Salzburg: Residenz 1991.
- Josef Hiršal: Böhmische Boheme. Dorfbubensong. Salzburg: Residenz 1994.
- Daniela Hodrová: Das Wolschaner Reich. Totenroman. Zürich: Ammann 1992.
- Daniela Hodrová: Im Reich der Lüfte. Lebende Bilder. Zürich: Ammann 1994.
- Doniela Hodrová: Theta. Zürich: Ammann 1998.
- Bohumil Hrabal: Die Zauberflöte. Frankfurt am Main: Suhrkamp 1990.
- Bohumil Hrabal: Das Städtchen, in dem die Zeit stehenblieb. Ravensburg: Maier 1992.
- Bohumil Hrabal: Hochzeiten im Hause. Ein Mädchenroman. Frankfurt am Main: Suhrkamp 1993.
- Bohumil Hrabal: Ein Heft ungeteilter Aufmerksamkeit. Frankfurt am Main: Suhrkamp 1997.
- Bohumil Hrabal: Ich dachte an die goldenen Zeiten. Frankfurt am Main: Suhrkamp 1999.
- Jiří Kratochvil: Inmitten der Nacht Gesang. Berlin: Rowohlt 1996.
- Eda Kriseová: Der Kreuzweg des Karossenkutscher. Geschichten aus einem Irrenhaus. Köln: Bund-Verlag 1985.
- Milan Kundera: Die unerträgliche Leichtigkeit des Seins. München: Hanser 1984.
- Milan Kundera: Das Buch der lächerlichen Liebe. München: Hanser 1986.
- Milan Kundera: Der Scherz. München: Hanser 1987.
- Milan Kundera: Der Abschiedswalzer. München: Hanser 1989.
- Milan Kundera: Das Leben ist anderswo. München: Hanser 1990.
- Milan Kundera: Die Unsterblichkeit. München: Hanser 1990.
- Milan Kundera: Das Buch vom Lachen und Vergessen. München: Hanser 1992.
- Božena Němcová: Durch diese Nacht sehe ich keinen einzigen Stern. Berlin: Friedenauer Presse 1997.
- Jan Trefulka: Unbesiegbare Verlierer. Frankfurt am Main: Fischer 1998.
- Prosa in der Anthologie Die Prager Moderne. Hrsg. von Květoslav Chvatík. Frankfurt am Main: Suhrkamp 1991.

aus dem Französischen:
- Milan Kundera: Verratene Vermächtnisse. Essay. München: Hanser 1994.
- Milan Kundera: Die Langsamkeit. München: Hanser 1995.
- Věra Linhartová: Zehrbilder. Portraits carnivores. Zürich: Edition Howeg 1986.

## Auszeichnungen
- 1993 Pro Bohemia Preis[2]
- 1995 Jaeggi-Übersetzer-Preis[2]